# キリンインターナショナルバスケットボール
キリンインターナショナルバスケットボールは、8月に開催されていた男子バスケットボールの国際親善大会。
日本バスケットボール協会主催・麒麟麦酒・キリンビバレッジ特別協賛により2005年、2006年に行われた。
なお、2004年の同時期にキリングループ協力のもと、「男子バスケットボール日本代表 国際試合」として開催された大会についても「キリンインターナショナル2004」として扱う場合もある。

## 男子バスケットボール日本代表 国際試合（2004年）
2004年8月7日 - 11日に渡り新潟市体育館にてシドニー・キングス（オーストラリア・NBL）、国立代々木競技場第2体育館にて裕隆ダイナソーズ（チャイニーズタイペイ・SBL）を迎えて2戦ずつ行った。
シドニーとは69 - 76、77 - 70で1勝1敗、裕隆とは92 - 62、 92 - 67で2勝を上げた。

## キリンインターナショナルバスケットボール2005
2005年8月20日 - 24日、リトアニア、トルコ、韓国の3ヶ国を招き、翌年の世界選手権の会場となるさいたまスーパーアリーナ、浜松アリーナ、広島グリーンアリーナの3会場で選手権予選も兼ねて行われ、優勝したトルコがワイルドカードとして出場権を獲得した。

### リーグ戦
| 順位 | チーム     | リトアニア | トルコ | 韓国   | 日本   | 勝ち点 | 勝 | 負 |
| ---- | ---------- | ---------- | ------ | ------ | ------ | ------ | -- | -- |
| 1    | リトアニア | －         | ○77-73 | ○80-71 | ○63-59 | 6      | 3  | 0  |
| 2    | トルコ     | ●73-77     | －     | ○95-83 | ○62-61 | 5      | 2  | 1  |
| 3    | 韓国       | ●71-80     | ●83-95 | －     | ○77-72 | 4      | 1  | 2  |
| 4    | 日本       | ●59-63     | ●61-62 | ●72-77 | －     | 3      | 0  | 3  |

| リトアニア | 77 - 73 | トルコ |
| 韓国       | 77 - 72 | 日本   |

| リトアニア | 80 - 71 | 韓国 |
| トルコ     | 62 - 61 | 日本 |

| トルコ     | 95 - 83 | 韓国 |
| リトアニア | 63 - 59 | 日本 |

### 順位決定戦
| 8月24日－広島グリーンアリーナ                                       |         |            |
| \| トルコ \| 99 - 82 \| リトアニア \| \| 日本 \| 64 - 63 \| 韓国 \| |         |            |
| トルコ                                                              | 99 - 82 | リトアニア |
| 日本                                                                | 64 - 63 | 韓国       |

### 最終順位
| 順位 | チーム     |
| 1    | トルコ     |
| 2    | リトアニア |
| 3    | 日本       |
| 4    | 韓国       |
| ---- | ---------- |

## キリンインターナショナルバスケットボール2006
2006年は8月13日、浦安市運動公園総合体育館にてセネガル代表を招き、世界選手権の壮行試合として行われ、62-60でセネガルが辛勝した。

## 関連大会
- キリンカップ・バスケットボール